# 卡洛斯·奥肯多
卡洛斯·奥肯多（西班牙語：Carlos Oquendo，1987年11月16日—），哥伦比亚男子自行车运动员。他曾代表哥伦比亚参加2012年和2016年夏季奥林匹克运动会自行车比赛，其中2012年奥运会获得一枚铜牌。